# Arbeitsgemeinschaft zur Geschichte Preußens
Die Arbeitsgemeinschaft zur Geschichte  Preußens e. V. (AGP) ist ein historischer Verein zur Erforschung der preußischen Geschichte mit Sitz in Berlin. Gegründet wurde die Gemeinschaft 1973 unter dem Namen Arbeitsgemeinschaft zur Preußischen Geschichte (APG); Gründungsvorsitzender war Manfred Schlenke. Von 1989 bis 2009 war Bernd Sösemann Vorsitzender. Heute gehören ihr rund 80 Mitglieder an, darunter renommierte Preußenforscher wie Christopher Clark. Derzeitiger Vorsitzender ist Professor Thomas Stamm-Kuhlmann (Universität Greifswald; dort befindet sich auch die Geschäftsstelle des Vereins). Der Verein hat den heutigen Namen am 30. September 2017 zusammen mit einer neuen Satzung erhalten. Neuer Sitz ist in Berlin, wenn auch die Geschäftsführung von Greifswald aus erfolgt.
Der Verein bemüht sich um ein kritisches Verständnis der preußischen Geschichte. Er betrachtet es als seine Aufgabe, Forschungen zur preußischen Geschichte sowie deren Vermittlung in Schule und Öffentlichkeit anzuregen und zu fördern. Zur Verwirklichung seiner Ziele veranstaltet der Verein Tagungen. Er versteht sich als eine Umschlagstelle für Informationen und tritt in Verbindung zu den an der preußischen Geschichte interessierten wissenschaftlichen Institutionen (Satzung § 1 II.).
Unter den Veröffentlichungen der Arbeitsgemeinschaft finden sich unter anderem Beiträge von Bernhard vom Brocke, Barbara Vogel, Thomas Stamm-Kuhlmann, Konrad Jarausch, Kurt Jürgensen, Paul Kluke und Manfred Messerschmidt. Im Jahr 2002 befasste sich die Jahrestagung mit dem preußischen Militär, 2006 mit „Preußen und der Westen“. 2011 und 2012 widmete sich die Jahrestagung dem Vergleich von Österreich und Preußen.